# كريستيان كريستيانسن
كريستيان كريستيانسن (بالدنماركية: Christian Christiansen)‏ (و. 1843 – 1917 م) هو فيزيائي، وأستاذ جامعي من الدنمارك .
وكان عضواً في الأكاديمية الملكية السويدية للعلوم، والأكاديمية الملكية الدنماركية للعلوم والآداب .
توفي في كوبنهاغن ، عن عمر يناهز 74 عاماً.

## مناصب وهيئات
أدار جامعة كوبنهاغن.

## روابط خارجية
- كريستيان كريستيانسن على موقع مونزينجر (الألمانية)